# Condado de Saint Francis
El condado de Saint Francis (en inglés: Saint Francis County) es un condado en el estado estadounidense de Arkansas. En el censo de 2000 el condado tenía una población de 29 329 habitantes. La sede de condado es Forrest City. El condado forma parte del área micropolitana de Forrest City. Fue fundado el 13 de octubre de 1827 y fue nombrado en honor al río Saint Francis.

## Geografía
Según la Oficina del Censo, el condado tiene un área total de 1664 km² (643 sq mi), de la cual 1642 km² (634 sq mi) es tierra y 22 km² (9 sq mi) (1,33%) es agua.

### Condados adyacentes
- Condado de Cross (norte)
- Condado de Crittenden (este)
- Condado de Lee (sur)
- Condado de Monroe (suroeste)
- Condado de Woodruff (noroeste)

## Autopistas importantes
- Interestatal 40
- U.S. Route 70
- Ruta Estatal de Arkansas 1
- Ruta Estatal de Arkansas 38
- Ruta Estatal de Arkansas 50
- Ruta Estatal de Arkansas 75

## Demografía
En el censo de 2000, hubo 29 329 personas, 10 043 hogares, y 7230 familias residiendo en el condado. La densidad poblacional era de 46 personas por milla cuadrada (18/km²). En el 2000 había 11 242 unidades unifamiliares en una densidad de 18 por milla cuadrada (7/km²). La demografía del condado era de 48,36% blancos, 49,01% afroamericanos, 0,25% amerindios, 0,56% asiáticos, 0,02% isleños del Pacífico, 0,40% de otras razas y 1,40% de dos o más razas. 4,88% de la población era de origen hispano o latino de cualquier raza. 
La renta promedio para un hogar del condado era de $26 146 y el ingreso promedio para una familia era de $30 324. En 2000 los hombres tenían un ingreso per cápita de $28 389 versus $20 578 para las mujeres. La renta per cápita para el condado era de $12 483 y el 27,50% de la población estaba bajo el umbral de pobreza nacional.

## Ciudades y pueblos
| - Caldwell - Colt | - Forrest City - Hughes | - Madison - Palestine | - Wheatley - Widener |